# Peter Perchtold
Peter André Perchtold (* 2. September 1984 in Nürnberg) ist ein deutscher ehemaliger Fußballspieler und heutiger -trainer. Er ist Co-Trainer bei der österreichischen Nationalmannschaft.

## Spielerkarriere
Perchtold, Sohn eines Österreichers und einer Deutschen, begann seine Karriere 1991 beim 1. SC Feucht. Im Sommer 2005 wechselte der Mittelfeldspieler zum VfB Stuttgart und spielte dort zunächst in der zweiten Mannschaft. Im Oktober 2007 wurde er von Trainer Armin Veh in den Kader der ersten Mannschaft befördert, nachdem er mit dieser bereits die Vorbereitung bestritten hatte. Sein Bundesligadebüt gab Perchtold am 20. Oktober 2007 beim Auswärtsspiel des VfB Stuttgart gegen den Hamburger SV.
Zur Saison 2008/09 wechselte Perchtold zum 1. FC Nürnberg und avancierte dort schnell zum Stammspieler, bevor ihn eine Verletzung wieder zurückwarf. So war er in der Hinrunde auf 13 Einsätze gekommen, wobei er elfmal über die volle Zeit spielte und am siebten Spieltag gegen Rot Weiss Ahlen sein erstes Tor erzielte. Danach kam er in der Rückrunde nur noch auf einen Einsatz über die volle Zeit. Nach dem Aufstieg wurde er in der Hinrunde der Saison 2009/10 nicht mehr berücksichtigt. Nachdem zur Winterpause Trainer Michael Oenning durch Dieter Hecking ersetzt worden war, ließ dieser Perchtold nur noch mit den Amateuren trainieren. Nach einer Knieverletzung kam er aber auch dort in der Rückrunde nicht mehr zum Einsatz.
Im Januar 2011 löste er seinen Vertrag beim 1. FC Nürnberg auf und unterschrieb in der australischen A-League bei Gold Coast United einen längerfristigen Vertrag, spielte aber zunächst mit einer zeitlich begrenzten Gastspielerlizenz. Nachdem sich Klubeigentümer Clive Palmer in der Saisonpause 2011 entschieden hatte, nur noch Einjahresverträge zu vergeben und Perchtold sich geweigert hatte, einer Vertragsänderung zuzustimmen, wurde sein Vertrag von Vereinsseite aufgelöst. Perchtold ging dagegen beim australischen Verband vor und bekam im November 2011 in einem ersten Urteil wegen Vertragsbruchs eine Entschädigung in Höhe von 340.000 australische Dollar zugesprochen. In der Urteilsbegründung wurde das Verhalten von Gold Coast United als „unehrenhaft“ und „willkürlich“ kritisiert und eine „vollste Missachtung der das Vertragsrecht untermauernden Prinzipien“ festgestellt. Palmer lehnte eine Zahlung der Summe ab und erklärte, man habe keine Möglichkeit gehabt, den Vertrag zu bedienen, da Perchtold über kein gültiges Visum verfügt habe. Mit der Liquidation von Gold Coast United im Jahr 2012, das zu diesem Zeitpunkt Verbindlichkeiten in Höhe von 3,8 Mio. AU$ hatte, blieb auch Perchtold auf offenen Forderungen sitzen.
Zur Saison 2011/12 kehrte Perchtold nach Deutschland zurück und unterschrieb einen Vertrag bei der zweiten Mannschaft des 1. FSV Mainz 05, die zu diesem Zeitpunkt in der Regionalliga West spielte. Mit dem Ende der Saison 2012/13 beendete er seine aktive Laufbahn.

## Trainerkarriere
Nach seinem Karriereende als Spieler wurde Perchtold zur Saison 2013/14 Co-Trainer unter Cheftrainer Martin Schmidt bei der zweiten Mannschaft von Mainz 05 und stieg mit dem Team am Saisonende in die 3. Liga auf. Ab Februar 2015 war er Co-Trainer der ersten Mannschaft, nachdem Schmidt als deren Cheftrainer installiert worden war. In der Saison 2015/16 qualifizierte sich die Mannschaft für die Europa League 2016/17.
Zur Saison 2017/18 wechselte Perchtold zum FC Schalke 04 und wurde Co-Trainer von Domenico Tedesco. Nach der Vizemeisterschaft und der Qualifikation für die Champions League 2018/19 wurden beide in der folgenden Saison am 14. März 2019 freigestellt.
Der VfB Stuttgart verpflichtete Perchtold zur Saison 2020/21 im Juli 2020 als Co-Trainer unter Pellegrino Matarazzo. Dieses Amt hatte er bis Mai 2022 inne.

### Karriere beim ÖFB
Ab Mai 2022 war Perchtold Co-Trainer von Ralf Rangnick bei der österreichischen Nationalmannschaft. Mit den Österreichern nahm er an der UEFA Nations League 2022/23 teil, in der das Team als Vierter und damit Letzter der Gruppe A 1 vorzeitig ausschied und in die Liga B abstieg. Im Jahr 2023 erreichte er mit dem Nationalteam die Qualifikation zur Europameisterschaft 2024, wobei Österreich bei acht Qualifikationsspielen in der Gruppe F nur eine einzige Niederlage hinnehmen musste. Bei der anschließenden EM-Endrunde in Deutschland wurde er mit den Österreichern Gruppensieger und schied nach einer knappen 1:2-Niederlage gegen die Türkei im Achtelfinale aus.
Im Dezember 2024 wurde bekannt, dass Perchtold die Nachfolge von Werner Gregoritsch als Trainer der österreichischen U-21-Nationalmannschaft antreten und in Abstimmung mit dem Leiter der Nachwuchs-Nationalteams, dem Teamchef der A-Nationalmannschaft und dem Sportdirektor an der weiteren Umsetzung einer einheitlichen Spiel- und Arbeitsweise in den Nachwuchsteams mitwirken werde. Bei derselben Pressekonferenz wurde Sebastian Prödl als besagter Leiter der Nachwuchs-Nationalteams vorgestellt. Stefan Oesen, bisher Spielanalyst, rückte auf Perchtolds Position als Co-Trainer der A-Nationalmannschaft nach.

## Titel / Erfolge als Co-Trainer
- Deutsche Meisterschaft 2006/07 mit dem VfB Stuttgart
- Bundesliga-Aufstieg 2008/09[14] mit dem 1. FC Nürnberg
- Aufstieg in die 3. Bundesliga 2013/14 mit der U23 des 1. FSV Mainz 05
- Qualifikation zur UEFA Euro League[15] 2015/16 mit dem 1. FSV Mainz 05
- Deutsche Vizemeisterschaft[16] 2017/18 und Teilnahme an der UEFA Champions League mit dem FC Schalke 04